# Jane Eyre
Jane Eyre é um romance da escritora britânica Charlotte Brontë publicado em 1847. O livro, que tinha como subtítulo uma biografia, foi lançado originalmente em Londres, pela Editora Smith, Elder & Co., Cornhill, em 16 de outubro de 1847, em 3 volumes. Hoje em dia o romance é comercializado em um volume único. Jane Eyre foi escrito por Brontë com o pseudônimo Currer Bell.
O romance é considerado um marco do gênero Bildungsroman, que caracteriza os chamados “romances de formação”: acompanhando a jornada de uma protagonista ao longo de sua vida. Apresenta vários elementos da literatura gótica, tais como a ambientação da história, os edifícios, o mistério envolvendo a trama, composta por segredos do passado e os acontecimentos trágicos que rodeiam estes personagens.
A obra segue as emoções e experiências de sua heroína homônima desde sua infância, marcada por um distanciamento familiar e por traumas, até a sua idade adulta e seu amor para o Sr. Rochester, o herói byroniano  É no amor entre Jane e Rochester que a narrativa apresenta todo o desenvolvimento da trama. A parte interna da trama trata do desdobramento gradual da sensibilidade moral e espiritual de Jane, e todos os eventos são coloridos por uma elevada intensidade que antes era do domínio da poesia. Desta maneira, Jane Eyre revolucionou a arte da ficção. Charlotte Brontë tem sido chamada de "a primeira historiadora da consciência privada" e a ancestral literária de escritores como Joyce e Proust.
O romance aborda diversos temas da época vitoriana, compondo diversas críticas sociais que envolvem a condição da mulher, em particular da preceptora. Estes debates são aprofundados por um forte simbolismo, mostrando um senso de moralidade, mas não deixando de contestar valores vitorianos que reforçavam a sujeição da mulher enquanto “aquela que deveria ser domesticada”. Temas como o classismo, a sexualidade e a religião aparecem de forma central em Jane Eyre.

## Enredo
Jane Eyre é a autobiografia ficcional da personagem principal. A narrativa acompanha a personagem Jane Eyre da infância à vida adulta. Durante sua trajetória, ela mora em diversas casas que foram importantes para o desenvolvimento de sua personalidade e de seus valores morais. Em um primeiro momento, Jane é apresentada enquanto uma menina de dez anos, selvagem e desobediente, que vive na mansão de Gateshead Hall sob a tutela de sua tia. Após um confronto com esta, Jane é enviada para uma escola, Lowood, onde conhece os primeiros momentos de felicidade. Sua educação é rigorosa e ela passa por diversas transformações durante os oito anos que vive na instituição. Formada e depois de ter trabalhado dois anos como professora da mesma escola, Jane resolve seguir outros caminhos, aceitando trabalhar como preceptora da jovem Adèle, na casa de Thornfield Hall, pertencente ao sr. Edward Rochester. É em Thornfield Hall que a história encontra seu clímax. Jane será confrontada por dilemas éticos e morais e deverá tomar decisões a partir de tudo o que viveu e amadureceu nos anos anteriores.

### Gateshead Hall
Jane Eyre é apresentada como uma garota selvagem e imaginativa. Os adjetivos escolhidos para descrevê-la destacam esse caráter voluntarioso da garota, que começa a história com apenas dez anos. Ela mora em Gateshead Hall, a mansão de sua tia e também tutora, a sra. Reed. Além das duas e dos criados, Jane também convive com os três primos: Eliza, John e Georgiana Reed. Em nenhuma dessas pessoas a garota encontra simpatia, tendo a percepção de sua diferença em relação aos parentes e de que sua existência dentro da casa é apenas tolerada.
Jane é uma garota órfã, seus pais morreram quando ela era muito nova, a garota passa a ser responsabilidade de seu tio, sr. Reed, irmão de sua mãe. O Sr. Reed vivia nesta mansão chamada Gateshead Hall com a esposa, com quem teve três filhos. Com a morte do tio, a tutela de Jane passa para a esposa do mesmo, pouco simpática com a ideia de cuidar de outra criança, mas não podendo desvencilhar-se desta por ter prometido ao marido que se responsabilizaria pela sobrinha momentos antes de sua morte. A partir de então Jane vive uma infância de maus-tratos, tendo uma posição abaixo dos criados dentro da hierarquia da casa.

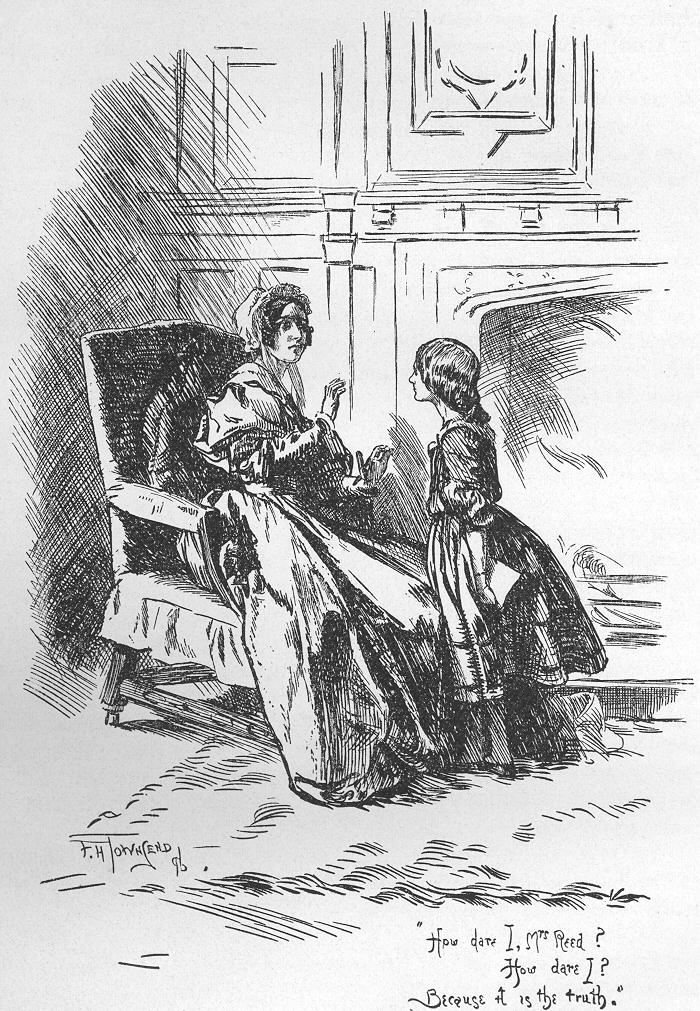
A jovem Jane discute com sua tutora senhora Reed.

A briga entre Jane e seu primo, John Reed, é o principal episódio da estadia da garota sob a tutela familiar dos Reeds. Esse episódio é impactante na vida da personagem. Em uma das muitas provocações do primo, Jane acaba saindo machucada e revida os ataques, chamando a atenção das criadas e de sua tia. Como punição, Jane é trancada no quarto vermelho (red-room), lugar onde seu tio havia falecido. O medo e a indignação, já que o primo havia saído impune, fazem com que a garota tenha um surto e precise de auxílio médico. Ela recebe a visita do sr. Lloyd e confidencia ao doutor as injustiças que cercam a sua vivência em Gateshead Hall, que coloca como sugestão a ida de Jane para uma escola, o que parece uma solução para a relação entre Jane e os parentes e acaba sendo acatada.
Antes de deixar Gateshead Hall, no entanto, Jane recebe a visita do sr. Brocklehurst, diretor da escola de Lowood e um dos personagens mais enigmáticos da trama. Nesta visita, mediada pela sra. Reed, a tia deixa claro o desafio que a garota proporciona e caracteriza Jane enquanto uma menina mentirosa. Essa descrição mostra para a garota o quão difícil seria desvencilhar-se do passado e recomeçar a sua vida. Ela percebe que mesmo em Lowood, mudando de casa, a opinião das outras pessoas já estava preconcebida.

### Lowood
A instituição de Lowood é onde Jane passa pela sua formação e amadurecimento, as características selvagens e voluntariosas da garota vão perdendo a intensidade e ela adquire uma personalidade mais contida. O lugar é praticamente inóspito, habitado por algumas professoras e criadas além das muitas alunas. Estas estudantes vivem em uma rotina extremamente regulada, com a aparência uniformizada e pouca comida. A direção do sr. Brocklehurst é severa e as garotas vivem em alto grau de miséria. Além dos conflitos gerados pela própria instituição, o diretor descreve Jane para o grande grupo enquanto uma mentirosa e aconselha as outras garotas que se afastem de sua presença. É neste momento de incerteza que Jane faz amizade com Helen Burns, uma garota mais velha, que impactaria o restante de sua vida.
Helen é uma personagem frágil, agarrada a sua própria fé. Ela é o primeiro exemplo que ajuda Jane a superar as injustiças e aceitar os castigos com maior facilidade. Burns sofre muito com as punições das professoras por sua falta de atenção, mas parece complacente e determinada a aprender com cada evento ao invés de indignar-se contra as ações retaliativas. Além de Helen, Jane também se aproxima muito da Mary Temple, uma das professoras. A srta. Temple é um modelo de mulher vitoriana pautado na decência, nos valores morais e na racionalidade ao tomar suas decisões, ela é extremamente contida e não cede aos seus ímpetos. Esta professora se coloca como um contraponto ao autoritarismo do sr. Brocklehurst, e aparece para Jane como uma figura angelical, pronta para auxiliar seus problemas de maior gravidade.
O ponto chave da estadia de Jane em Lowood é uma grave epidemia de febre tifoide entre as internas. Com a chegada do inverno, as doenças se aproximam da instituição, pegando como vítimas as estudantes. As meninas viviam com racionamento de comida, em estado de fragilidade, e definhavam com facilidade, caindo enfermas. Várias das alunas padeceram durante o inverno, muitas acabaram morrendo. Aquelas que continuavam saudáveis, como Jane, eram instruídas a passar a maior parte do tempo fora do contato com as garotas enfermas. É nesse momento que Jane Eyre tem maior liberdade, podendo desbravar os terrenos próximos à instituição, mas sendo seguida por uma preocupação latejante de que Helen Burns havia adoecido.
A doença de Helen não é a febre que contaminou o restante das estudantes, ela sofre de tuberculose. Jane acredita ser algo mais brando que o tifo, mas escuta uma conversa entre as criadas sobre a possibilidade de que Helen Burns não resista à doença. Jane visita Helen e as duas dormem abraçadas, sendo que pela manhã Helen Burns havia morrido, que continua sendo uma figura importante para Jane Eyre pelo resto de sua vida.
Nos próximos momentos, Lowood passa por transformações significativas. O grande número de mortes dentro da instituição chama atenção do público e denuncia a situação inóspita vivenciada pelas meninas sob comando do sr. Brocklehurst. Um novo regulamento é criado, Lowood começa a receber doações de diversos membros da alta sociedade que compadeceram com a situação em que as garotas foram encontradas, além de que o sr. Brocklehurst sai do cargo de diretor e torna-se apenas tesoureiro da escola. Os anos que se seguem são delimitados por uma política menos autoritária e Jane consegue concluir a sua formação com condições mais decentes do que vivera durante os períodos anteriores ao surto de tifo.
Jane Eyre passa oito anos em Lowood. Em seis deles ela completou a sua instrução e em dois deles desempenhou a função de professora ao lado da srta. Temple. Durante esses anos, Jane passa por mudanças significativas, muitas das quais são atribuídas a essa amizade partilhada com a antiga professora, considerada por Jane um modelo a ser seguido. No fim desses oito anos, a srta. Temple casa-se e deixa a instituição, o que acaba deixando Jane deslocada e com a necessidade de mudar de ares. É quando Jane resolve disponibilizar seus serviços enquanto preceptora para as famílias que estivessem à procura. Ela recebe a resposta da sra. Fairfax, que faz a proposta que Jane venha morar em Thornfield Hall, uma mansão em que ela seria acolhida enquanto trabalharia com a instrução da da jovem Adèle, pupila do senhor da casa.

### Thornfield Hall
As primeiras impressões de Jane são as melhores. Thornfield Hall mostra-se como um lar para a garota, agora com dezoito anos completos. Ela faz amizade com a governanta, sra. Fairfax, e com as outras criadas. Além disso, fica encarregada pelos cuidados de Adèle Varens, uma garotinha francesa que está sob a proteção do sr. Rochester. Os empregados a informam que o senhorio passa pouco tempo em casa, e quando chega vai embora logo. As únicas coisas que parecem estranhas na mansão é o comportamento de uma das criadas, Grace Poole. Jane conseguia ouvir uma gargalhada baixa durante a noite, que era atribuída a esta mulher, fazendo com que Jane se perguntasse sobre seus hábitos estranhos. Apesar disso, os primeiros meses passam de forma tranquila, sendo que a passividade de Thornfield Hall começam a deixar Jane inquieta.
A sra. Fairfax instrui Jane a ir até a cidade entregar sua correspondência, percebendo a melancolia da moça. É nesse passeio que Jane se defronta com um homem que cai do cavalo porque este se assusta com a presença da jovem preceptora. O homem é rude e culpabiliza Jane pelo acidente; a garota o auxilia a voltar para a sela e naquela noite descobre que este senhor era o seu senhorio, Edward Rochester, que voltava para a casa com o seu cachorro, Pilot. Esse primeiro contato entre os dois personagens principais destaca a arrogância de Rochester, além do seu mau humor. A situação não muda durante a primeira parte do período que ele passa em Thornfield Hall, mostrando-se rude até mesmo com Adèle, sua pupila.
Jane é chamada durante as noites para conversas com o senhorio. Ele a considera uma companhia melhor do que a dos outros criados, em razão de sua instrução. O relacionamento entre os dois se desenvolve de maneira extremamente franca. Jane não se propõe a exaltar seu patrão e se coloca em posição de igualdade a ele, negando a submissão que seria comum. Aos poucos os dois vão tornando-se amigos e as conversas e confissões passam a ser mais frequentes, de maneira que Rochester finalmente encontra alguém que possa lhe interessar intelectualmente e a vida de Jane sai da antiga passividade e ela passa a conhecer aventuras incríveis vivenciadas pelo seu senhor. É nesse momento que um dos primeiros episódios desconcertantes acontecem em Thornfield Hall. Jane escuta a risada de Grace Poole e ao abrir a porta de seu quarto, durante a noite, percebe um incêndio no quarto de Edward.
Jane consegue apagar o fogo e salvar Edward Rochester, de forma que este passa a ter imensa gratidão pela garota. Jane pensa ter sido Grace Poole a responsável pela confusão, já que identificara a sua risada no corredor, mas a mesma sai impune da situação. O sr. Rochester vai passar alguns dias na casa de amigos depois do incêndio, e Jane não para de pensar sobre o assunto. É nesse ponto da narrativa que ela mais se questiona sobre os seus sentimentos em relação à Edward, já que eles pareciam correspondidos, embora ele tenha ido embora de Thornfield Hall sem se despedir. Ela vive um longo período de incerteza, em que pensava que o senhor Rochester não retornaria tão cedo para a mansão, já que a sra. Fairfax dissera que muitas vezes ele passava por grandes períodos longe da casa. Apesar desta previsão, Edward volta para a casa depois de quase duas semanas fora. 

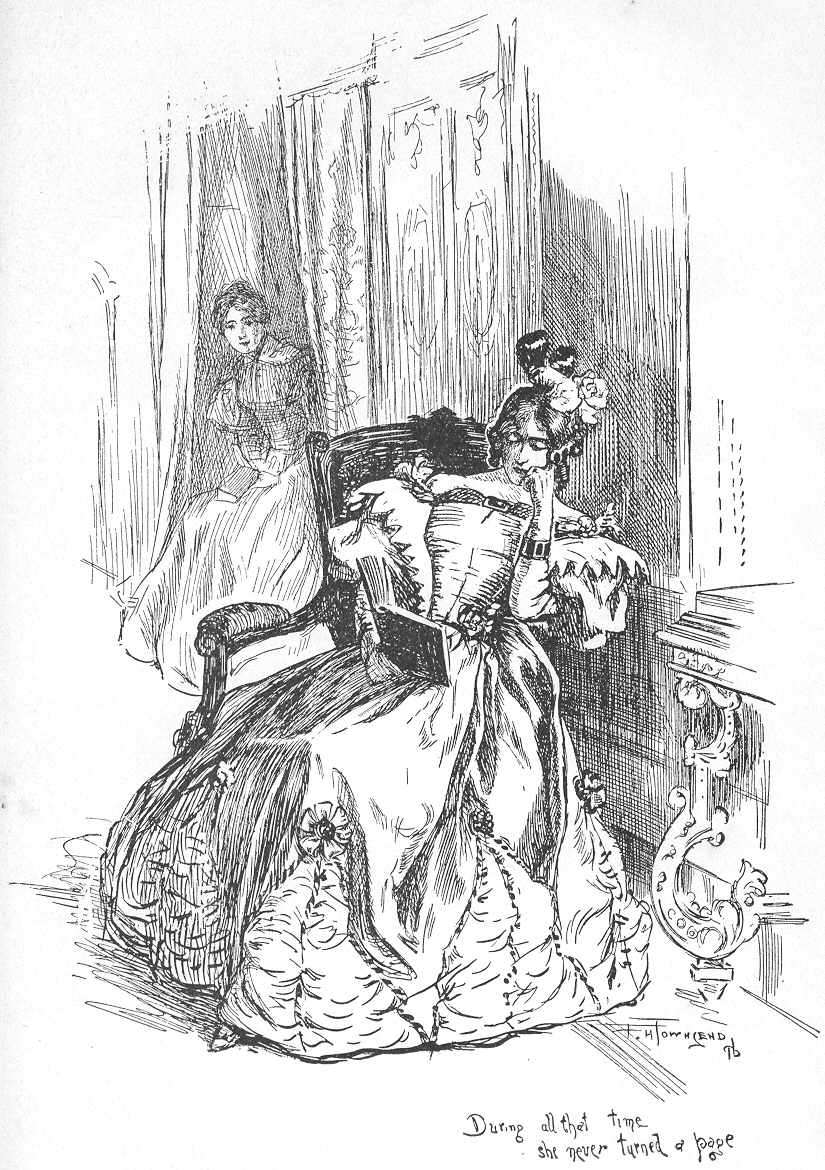
Jane observa a senhorita Ingram lendo um livro.

Seu retorno é acompanhado pela visita de um grupo de amigos, entre eles a srta. Ingram acompanhada por seus familiares. Jane passa por um doloroso processo ao perceber que tanto o sr. Rochester quanto a srta. Ingram pareciam corresponder-se romanticamente. As semanas que sucedem o retorno de Edward são extremamente festivas, Thornfield Hall passa de um lugar melancólico para um espaço festivo. Jane, mesmo dominada por uma intensa tristeza, é obrigada por Edward a compor esses espaços de confraternização. Aos poucos ela percebe que Blanche Ingram não tem o amor de Edward, sendo considerada por Jane como muito superficial e frívola. É durante esse período de festividades que a mansão recebe outro hóspede, Richard Mason, que deixa o sr. Rochester inquieto.
É na primeira noite da estadia do sr. Mason em Thornfield Hall que outro evento estranho se sucede. A casa acorda com um grito alto. Os convidados são tranquilizados pelo sr. Rochester que explica tratar-se de uma criada que teve um pesadelo. Depois que os visitantes vão dormir, ele chama Jane e pede seu auxílio para cuidar de Richard, que estava profundamente machucado. Jane passa a noite tratando dos ferimentos do sr. Mason, enquanto Edward busca ajuda médica. Pela manhã, antes que os visitantes acordassem, eles colocam Richard em uma carruagem e ele vai embora de Thornfield Hall. Jane indaga se aquilo seria obra de Grace Poole, recebendo a confirmação do seu senhor e não entendendo como a criada não era mandada embora da mansão. Os laços entre Jane e Edward ficam mais estreitos a medida que os dois compartilham esses momentos e a confiança entre os dois aumenta consideravelmente. É o período em que Edward começa a falar sobre seu noivado com Blanche Ingram, que já havia demonstrado antipatia para com Jane e Adèle. Com a notícia, Jane avisa ao sr. Rochester que acha sensato mudar-se de Thornfield e que Adèle seja enviada para um  internato. Antes da mudança, no entanto, Edward declara seu amor pela preceptora e pede sua mão em casamento, ao invés da de Blanche Ingram.
Um período dourado cerca o relacionamento de Edward e de Jane, mas ele é breve. No dia do casamento do casal, Richard Mason ressurge e revela para Jane que aquela união seria inconcebível, já que Edward Rochester era casado com sua irmã, Bertha Mason, e que esta vivia em Thornfield Hall. Jane descobre a notícia devastadora, percebendo que os ataques noturnos que aconteciam na mansão não eram de autoria de Grace Poole, mas da esposa de Rochester que vivia presa no sótão. A história de Bertha vem à tona e Jane descobre que o casal havia se conhecido durante uma viagem de Edward para a Jamaica, e que Bertha havia enlouquecido e adquirido um aspecto indomável e selvagem. Desde então ela vivera trancafiada na mansão. Jane foge de Thornfield Hall e passa por alguns dias de fome, até ser recolhida por St. John Rivers e suas irmãs.
Jane passa a viver de maneira humilde ao lado de John Rivers, trabalhando como professora e voltando-se para a caridade. É no período em que ela vive longe de Thornfield Hall que ela descobre ter direito à uma herança deixada por um tio e que é prima de John Rivers e suas irmãs. Jane divide a herança entre eles e John decide viajar como missionário, chamando a prima para juntar-se a ele como sua esposa. Jane, no entanto, ainda perturbada pela história com Edward Rochester decide voltar para Thornfield Hall para tratar desses assuntos inacabados. Ela retorna para a mansão e descobre que houve um grande incêndio provocado por Bertha Mason, encontra o sr. Rochester cego e sem uma das mãos, que havia perdido tentando salvar as pessoas do fogo. Ela descobre que Bertha além de ter incendiado a mansão, havia também cometido suicídio ao jogar-se da casa em chamas. É quando Jane resolve casar-se com Edward, percebendo que não estava mais em uma condição de submissão a ele e que agora nenhum fantasma do passado poderia perturbar seu relacionamento.

## Personagens
- Jane Eyre: Protagonista da história. Começa a narrativa como uma menina órfã que vive sob a tutela da tia, sra. Reed, depois passa por um longo processo de educação na instituição de Lowood. A partir dessa instrução, ela consegue o trabalho como preceptora da pupila do sr. Rochester, em Thornfield Hall. Jane é uma personagem quieta e reflexiva, que ambiciona viver grandes aventuras, mas entende as limitações do próprio mundo.
- Edward Rochester: É o dono de Thornfield Hall. O sr. Rochester tem muito dinheiro, embora não seja considerado necessariamente rico durante a narrativa. É um homem irônico e arrogante; possui um grande nível de intelectualidade e é caracterizado como um típico herói byroniano. Sua presença é cercada por mistério e magnetismo, tendo tendência de ser descrito de uma forma sexual e introspectiva. Durante a sua primeira aparição na narrativa, ele já tem quarenta anos, mais que o dobro da idade de Jane Eyre.
- Bertha Mason: Foi a primeira esposa de Edward Rochester, eles se conheceram em uma viagem do mesmo até a Jamaica. Ela é descrita de forma selvagem, como alguém que havia enlouquecido e não tinha nenhuma civilidade. Bertha é literalmente a personificação da "louca do porão", já que o marido prende a mesma em Thornfield Hall, escondida do resto do mundo.
- Adèle Varens: É uma garotinha francesa, filha de uma artista por quem Edward Rochester havia se apaixonado. Sua mãe dizia que ela era filha de Edward, por mais que o mesmo nunca tenha de fato acreditado nisso. O relacionamento entre os dois acaba quando ele descobre uma traição. Anos mais tarde a mulher morre e Rochester sente-se na obrigação de pegar a tutela de Adèle, trazendo a mesma para morar consigo em Thornfield Hall. É em razão da sua vinda para a casa que Jane Eyre é contratada para trabalhar como preceptora. Ela é descrita como uma garotinha frívola, o que na narrativa aparece como uma característica das mulheres francesas, sendo ridicularizada pelos seus gostos superficiais.
- Blanche Ingram: É um interesse romântico de Edward Rochester. Sua beleza é descrita como imponente, mas ela continua sendo uma mulher extremamente antipática. Mostra aversão à Adèle e Jane desde o principio, além de ter suas falas recheadas por uma extrema arrogância e insensibilidade.
- Sra. Fairfax: É a governanta da casa, possui um grau de parentesco com a mãe de Edward Rochester, mas isso nunca trouxe benefícios para ela dentro da mansão. Já é uma senhora e foi uma das primeiras personagens que tratou Jane com dignidade. A sra. Fairfax é uma mulher simples e com vigor, que trabalha há muitos anos em Thornfield Hall e conhece muito bem a casa.
- Helen Burns: Foi a primeira amiga de Jane Eyre. Era uma garota mais velha que estudava em Lowood e sempre estava sendo castigada pelas professoras pela sua facilidade em distrair-se. Helen era doente e acaba morrendo durante o inverno, deixando vários ensinamentos sobre paciência e piedade para Jane.
- Mary Temple: Foi uma das professoras de Lowood e também amiga de Jane Eyre durante sua estadia na instituição. Considerada modelo de sensatez e decência, a srta. Temple serviu de exemplo para o comportamento de Jane durante sua vida adulta.
- Grace Poole: É uma criada da casa de Thornfield Hall, contratada para cuidar de Bertha Mason. Na maior parte da narrativa os acontecimentos estranhos da mansão são considerados culpa de Grace Poole. Jane não consegue entender como a mulher continua vivendo na casa depois dos ataques noturnos. Mais tarde descobre-se que tratava-se de Bertha e não de Grace.
- Richard Mason: Irmão de Bertha, é atacado por ela durante uma visita à Thornfield Hall. É ele quem informa a Jane de que Rochester ainda é casado e que sua esposa vive no porão da mansão.
- Sra. Reed: Tia e benfeitora de Jane durante sua infância. Nunca gostou da menina e só no leito de morte que ela revela para Jane a existência de um parente vivo, o que acarreta na herança recebida por ela durante sua fase adulta.
- John Rivers: É o pastor que vive para o trabalho comunitário e acolhe Jane depois de sua fuga de Thornfield Hall. Ele descobre mais tarde que é primo de Jane e compartilha com a mesma a herança deixada por um tio, propõe que ambos se casem e que façam viagens enquanto missionários, mas a prima não aceita seu convite.

## Crítica

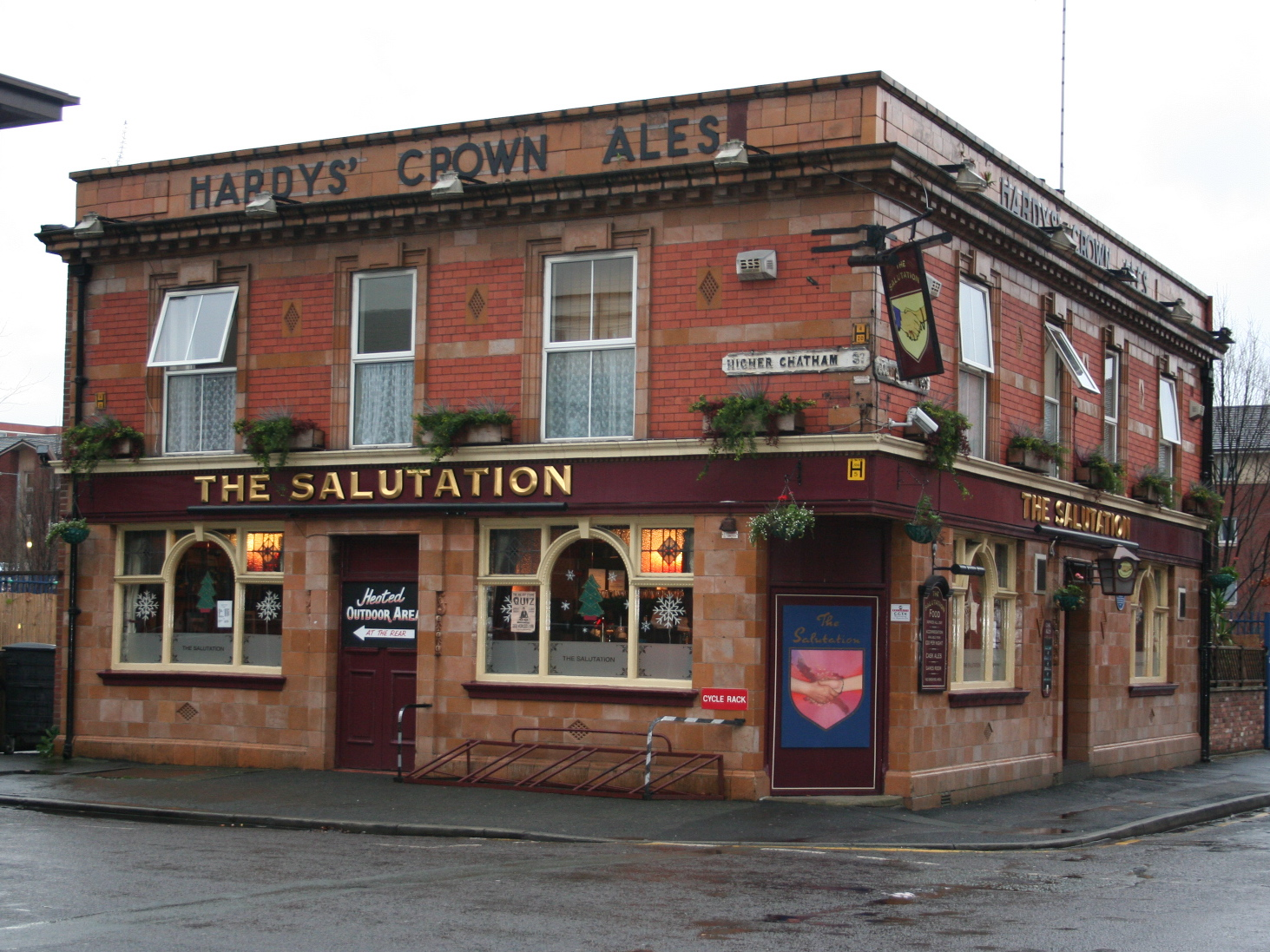
The Salutation em Hulme, Manchester, onde Brontë começou a escrever Jane Eyre. O bar era uma loja na década de 1840.

### Romance de formação
O Bildungsroman, em português o equivalente a romance de formação, é um gênero literário que tem sua origem vinculada ao caráter nacionalista alemão, sendo por vezes descrito enquanto um “gênero tipicamente alemão”. A ideia deste tipo específico de romance é o desenvolvimento da narrativa com o aperfeiçoamento humano da protagonista, mostrando a sua trajetória em diferentes graus, formas e fases da vida. Estes romances mostram um forte realismo, embora possa ser descrito enquanto uma trajetória que acompanha o personagem de seu início até que alcance um grau de perfectibilidade exigido pelo escritor. O marco do Bildungsroman é o livro Os Anos de Aprendizado de Wilhelm Meister, do escritor alemão Johann Wolfgang von Goethe, ponto inicial do gênero e também o exemplo mais conhecido. Jane Eyre pode enquadrar-se dentro desta categoria de romance, já que a história acompanha a personagem da sua infância até a vida adulta, tendo como motor da narrativa  as transformações que acontecem dentro da personagem, que passa por um processo de fortalecimento de seus valores morais.

### Condição feminina
O livro retrata a emancipação da mulher e de seu espírito, ideias contrárias, na cabeça de Brontë, aos livros de Jane Austen onde, segundo Brontë, as mulheres não eram aptas a trabalhar, devendo casar-se para garantir a sua sobrevivência. Neste livro, Charlotte Brontë, através de Jane Eyre, prova que as mulheres eram perfeitamente capazes de trabalhar e de ter uma vida, independentemente de se casarem ou não.
O romance mostra, dentro de um contexto de forte controle moral e sexual da mulher na era vitoriana, além do desenvolvimento da personagem, a forma como a mulher tinha seus ímpetos castrados a partir de uma noção de domesticação e civilidade imposta ao sexo feminino. Jane começa a narrativa enquanto uma garota selvagem, ao longo da história ela passa a ter seu comportamento engessado, vendo na srta. Temple o exemplo de feminilidade a ser seguido: um ideal vitoriano de moral e puritanismo. Essa civilidade conquistada a partir de uma longa educação é confrontada pela personagem de Bertha Mason, descrita como uma mulher indomável e selvagem, o contraposto do que era exigido na época.
Charlotte Brontë faz duras críticas à distinção dos sexos e à condição de inferioridade passiva atribuída às mulheres, principalmente às preceptoras. A época em que Brontë viveu é descrita por muitos estudiosos como de forte puritanismo e de defesa dos valores morais. Existiu uma forte intensificação entre as diferenças de classe e de gênero. A era vitoriana é colocada enquanto um período de fortes contradições, em que a mulher poderia ser chefe de Estado ou dona de casa, mas o meio termo era marginalizado. Houve um forte controle moral e sexual, recaindo sobre as mulheres de forma mais profunda.
Diversos médicos, como o doutor William Acton, sustentavam a tese da mulher assexuada. Essas teses colocavam a maternidade, o amor ao lar e aos deveres domésticos enquanto as únicas paixões na vida de uma mulher. O sexo era justificado pelo desejo da maternidade e pela satisfação de seus maridos. Nesse período um grande número de prostíbulos aparece nas grandes cidades, e a condição dessas mulheres era a de maior miserabilidade, já que seus desejos pelo sexo eram lidos como vícios e distúrbios. Do outro lado do especto da sexualidade estava a preceptora. Enquanto a prostituta era considerada doente pela prática sexual, a preceptora era vista como uma mulher frígida e que não deveria ter desejos e aspirações pessoais, sendo anulada enquanto ser humano muitas vezes.

Charlotte Brontë trabalhara como preceptora e mostrava seu descontentamento em relação à forma com que essas trabalhadoras eram tratadas, chegando a enviar uma carta para sua irmã, Emily, contendo um desabafo em relação à esse tratamento:
“A preceptora particular não tem existência, não é considerada como ser vivo e racional, exceto em relação aos deveres enfadonhos e cansativos que tem que cumprir. Enquanto está ensinando, trabalhando e divertindo as crianças, tudo bem, mas se rouba uns momentos para ela, torna-se incômoda.”

## Recepção
Pelos prefácios escritos para a segunda e a terceira edição de Jane Eyre, podemos ter uma noção da recepção que o romance teve pelo público. Charlotte Brontë ainda utilizava o pseudônimo de Currer Bell e confrontava as opiniões que circulavam pela imprensa. O lançamento da obra fez com que surgissem críticas acusando Jane Eyre de ser uma ameaça aos valores cristãos, incorporando o "espírito inquieto de insubordinação". Em 1848 o livro seria vinculado ao cartismo inglês. Charlotte respondeu a essas críticas falando sobre a hipocrisia da falsa moralidade:
"Convenção não é o mesmo que moral. Hipocrisia não é o mesmo que religião. Atacar os primeiros não é desfazer dos últimos. Tirar a máscara do rosto do fariseu não é o mesmo que erguer mão ímpia à Coroa de Espinhos". (Prefácio à segunda edição).
Já no Prefácio da terceira edição, a preocupação de Charlotte Brontë é em desmentir a autoria de livros que estavam sendo atribuídos ao seu pseudônimo. O que explicita a popularidade da obra e a sua veiculação durante o século XIX.

## Traduções para o português
Em História do livro no Brasil, Laurence Hallewell defende que não houve nenhuma edição de Jane Eyre no Brasil até que a Francisco Alves o publicasse, em 1983, com tradução de Marcos Santarrita. Há, no entanto, várias traduções anteriores. A Editora Vozes, de Petrópolis, já possuía várias edições, sendo que a mais antiga seria de 1926, mas traduzido sob o nome “Joanna Eyre”. A Pongetti Irmãos Editora apresentou seguidamente várias edições, a mais antiga de 1942, com tradução de Sodré Viana.
Miécio Tati fez a tradução e adaptação da versão infanto-juvenil pelas Edições Ouro, em 1971.
Em Portugal talvez a mais antiga tradução seja a de João Gaspar Simões, para a Editora Inquérito, Lisboa, em 1941, intitulada “A Paixão de Jane Eyre”. A de Leyguarda Ferreira, para a Edição Romano Torres, Lisboa, é de 1965. A tradução de João Gaspar Simões foi também usada para a Coleção Inesquecível, da Difel, em 2004.
Atualmente, há outras traduções na língua portuguesa, como a de Lenita Maria Rimoli Esteves e Almir Piseta, para a Paz e Terra, em 1996, a de Waldemar R. Oliveira para a Editora Itatiaia, em 2008 e 2009, além da tradução realizada por Doris Goettems, em edição bilíngue, para a Editora Landmark em 2010.